# Anne Catherine
Anne Catherine, née Anne Marie Robert le 10 août 1874 à Guer (France) et morte le 19 décembre 1958 à Redon, est une photographe française .

## Biographie
Née d'un père charpentier et d'une mère ménagère à Guer, Anne Robert épouse Louis Catherine. Ils ouvrent un studio photo à Redon. Après la mort de son mari le 6 avril 1909, elle prend la direction du studio et exerce en continu de 1910 à 1927. Elle prend de très nombreuses photos de la société redonnaise et de la vie quotidienne en Haute-Bretagne.
En 1978, 14 000 plaques de verre sont retrouvées au 79, rue de Codilo à Redon. Une partie de cette collection est acquise par le musée de Bretagne.
Le 18 octobre 2019, le parvis sud de la gare de Redon a été baptisé du nom d'Anne Catherine.